# Richard Di Natale
Richard Di Natale, né le 6 juin 1970 à Melbourne, est un homme politique australien, membre du parti des Verts australiens dont il est le chef de 2015 à 2020. 